# おっぱい形の山

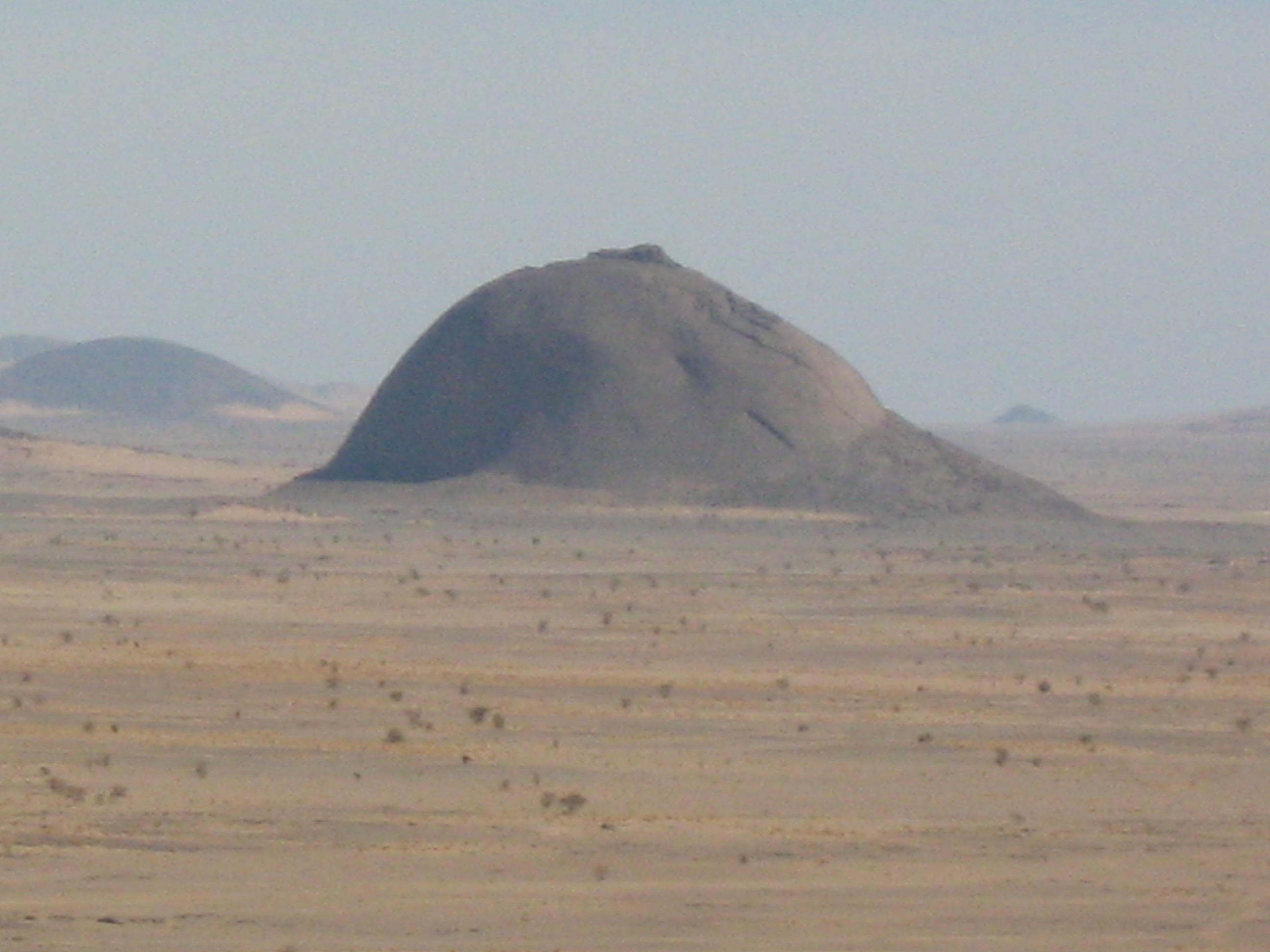
西サハラのおっぱい形の山。

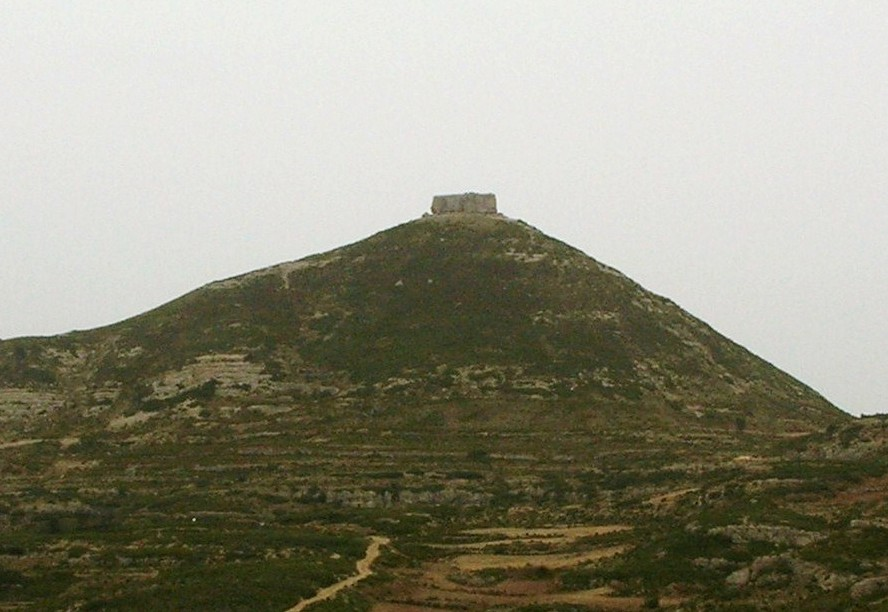
Mola Murada, スペインのMoles de Xertの山の一つ。 この山の下には古代イベリア人の遺跡がある。

おっぱい形の山（おっぱいがたのやま、英: breast-shaped hill）とは、人間の乳房の形をした山のことである。
このような山のいくつかには、乳房ないしは乳首を表す語である "Pap" が名前に付けられている。このような地形の擬人化は世界の様々な場所で見られ、ある文化ではこのような山は、例えばキリスト教伝来以前のアイルランドにおいて重要な女神であったアヌにちなんだアヌの乳房などの、地母神の属性に帰し崇拝されていた。

## 概要
マンチェスター（ Manchester ）の名前の元となった Mamucium は、"おっぱい形の山"を意味するケルト語が語源と考えられており、砦があった砂岩の絶壁を指している。これがのちにマンチェスターへと変化した。
多くのおっぱい形の山は豊穣と健康のシンボルとしての乳房に対する地域的な先祖代々の崇拝に関係している。非常に古い遺跡がこのような山の上、もしくは麓に位置していることは珍しいことではなく、例えば、シリー諸島のサムソン山には北の山と南の山の両方に大きな古代の埋葬地があり、スペインのアラゴン州にあるBurrén and Burrenaには、二つの鉄器時代の骨壺墓地文化の遺跡が山の下にある。

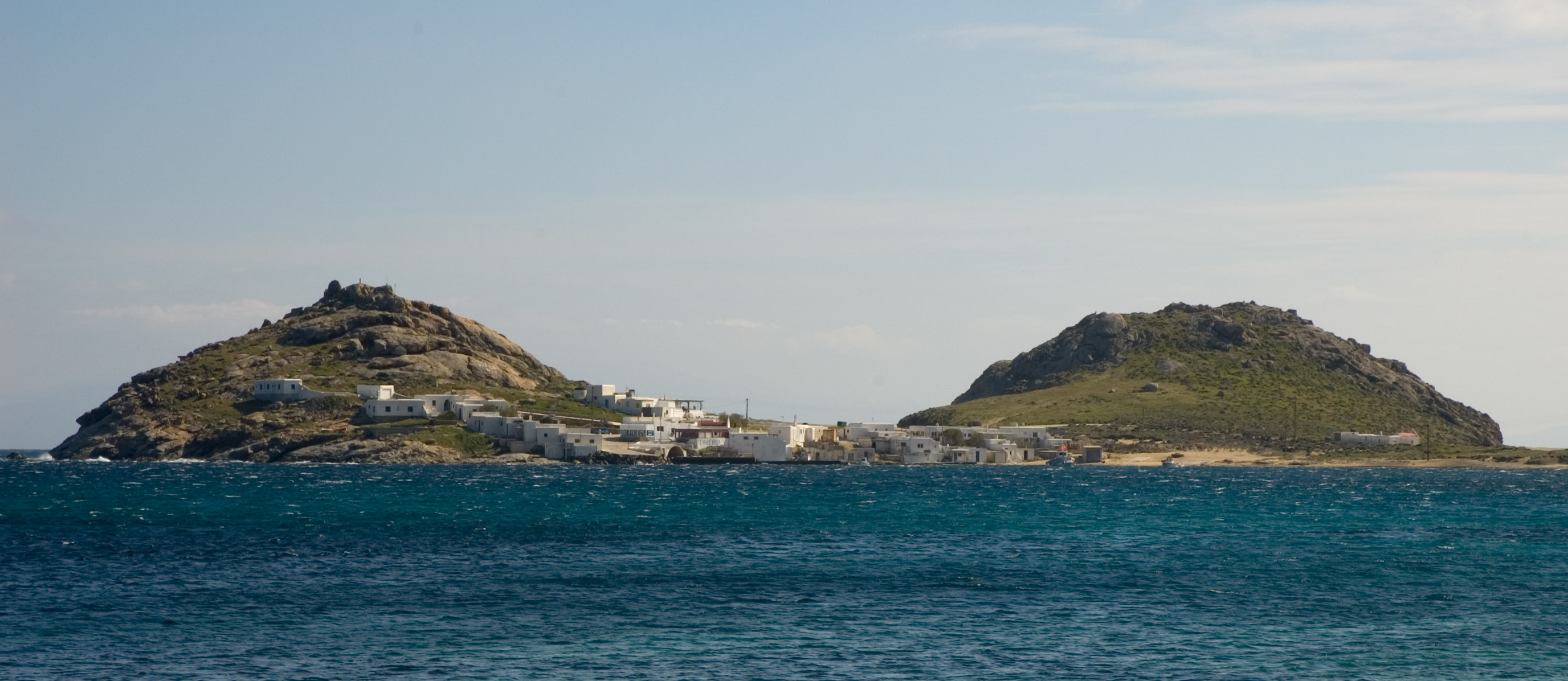
ギリシャのミコノス島にある"アプロディーテーの胸"。

また、これらの山の周りでの神話は古く、また受け継がれていて、人々は口承文学や文字に残して記録している。例えば、アジアの不特定の場所で、僧の達磨が長い時間を瞑想に費やした洞窟がある"おっぱい山"として知られている山がある。
植民地時代の旅行者と地図作成者は頻繁にこのような山の代々の名前を変えてきた。Didhol もしくは Dithol （女性の胸） として太古よりアボリジニには知られていた山は1970年にオーストラリアの東海岸を探索しに来たジェームズ・クックによってPigeon House Mountain（直訳すると鳩の家の山）と改名された。
"Mamelon"（フランス語で"乳首"の意味）はおっぱい形の小さな丘のフランス名である。Fort Mamelonは1850年代のクリミア戦争で起こったセヴァストポリ包囲戦において、ロシア人によって強化され、フランス人に奪取された著名な小さな丘である。"mamelon"という言葉は火山の起源の特定の石の生成を記述するために火山学でも用いられる。この用語は、フランス人の探検家であり博物学者であるジャン・バティスト・ボリ・ド・サン＝ヴァンサンによって名付けられた。

## アフリカ
アフリカ大湖沼

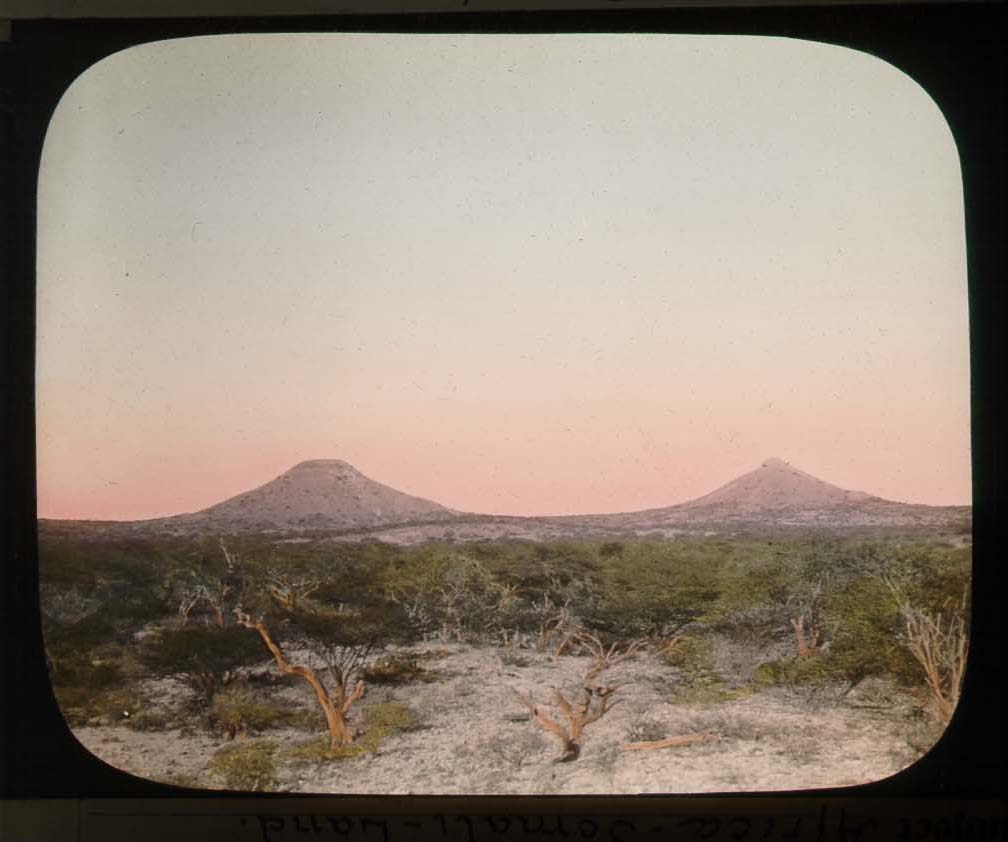
ソマリアのNaasa Hablood (1896)。

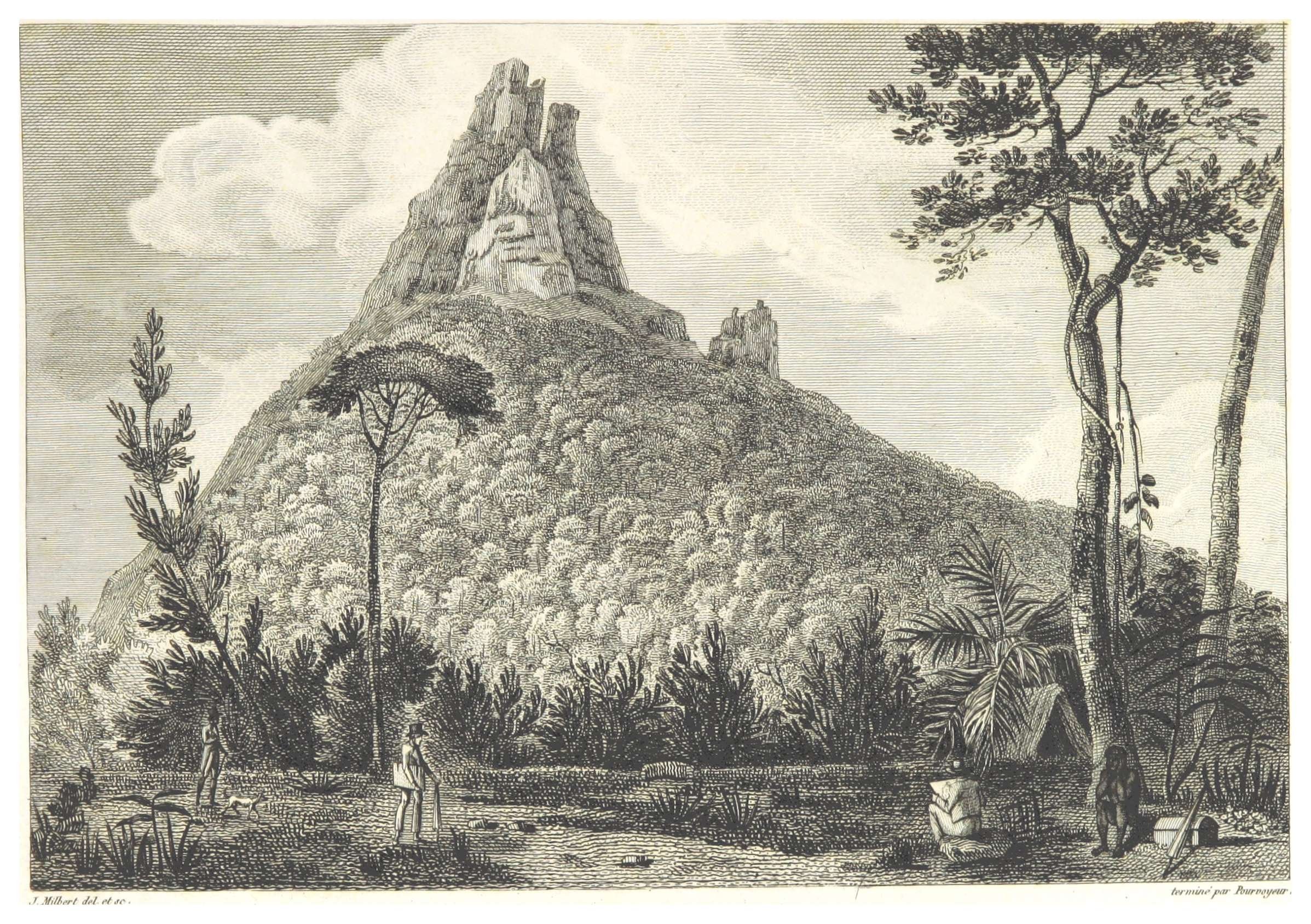
モーリシャスの Trois Mamelles の一つの絵。Jacques-Gérard Milbert著の Atlas の121ページより。

- エルゴン山 - ウガンダとケニアの国境にある。
- Sweet Sixteen（英語版） - ケニア北部のリフトバレー州にあるライキピア地区のMatthews Range（英語版） (Ldoinyo Lenkiyio)にある[9]。

アフリカの角
- Naasa Hablood（英語版） - ソマリア。

インド洋
- Trois Mamelles - モーリシャス西部。
- Mamelles島（英語版） - セーシェル。

アフリカ南部
- オマタコ山 - ナミビアのオティワロンゴの南西。

アフリカ西部
- マメール - セネガルのヴェルデのアルマディ岬（英語版）。

## 南極
- Una Peaks（英語版） - グレアムランドのルメール海峡（英語版）の入り口にあり、口語的に Una's Tits （Unaの胸）として長く知られていた。
- Nipple Peak（英語版） - グレアムランドのパルマー諸島（英語版）。
- Hemus Peak（英語版） - サウス・シェトランド諸島のリビングストン島。

## アジア
カンボジア

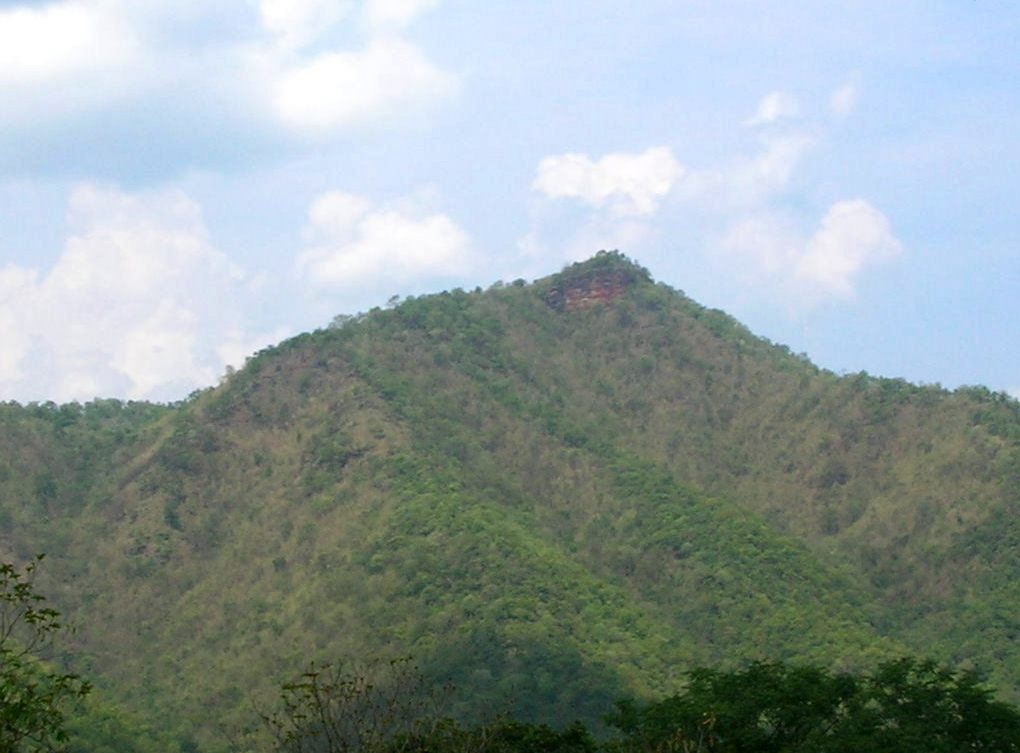
タイ西部のKhao Nom Nang。

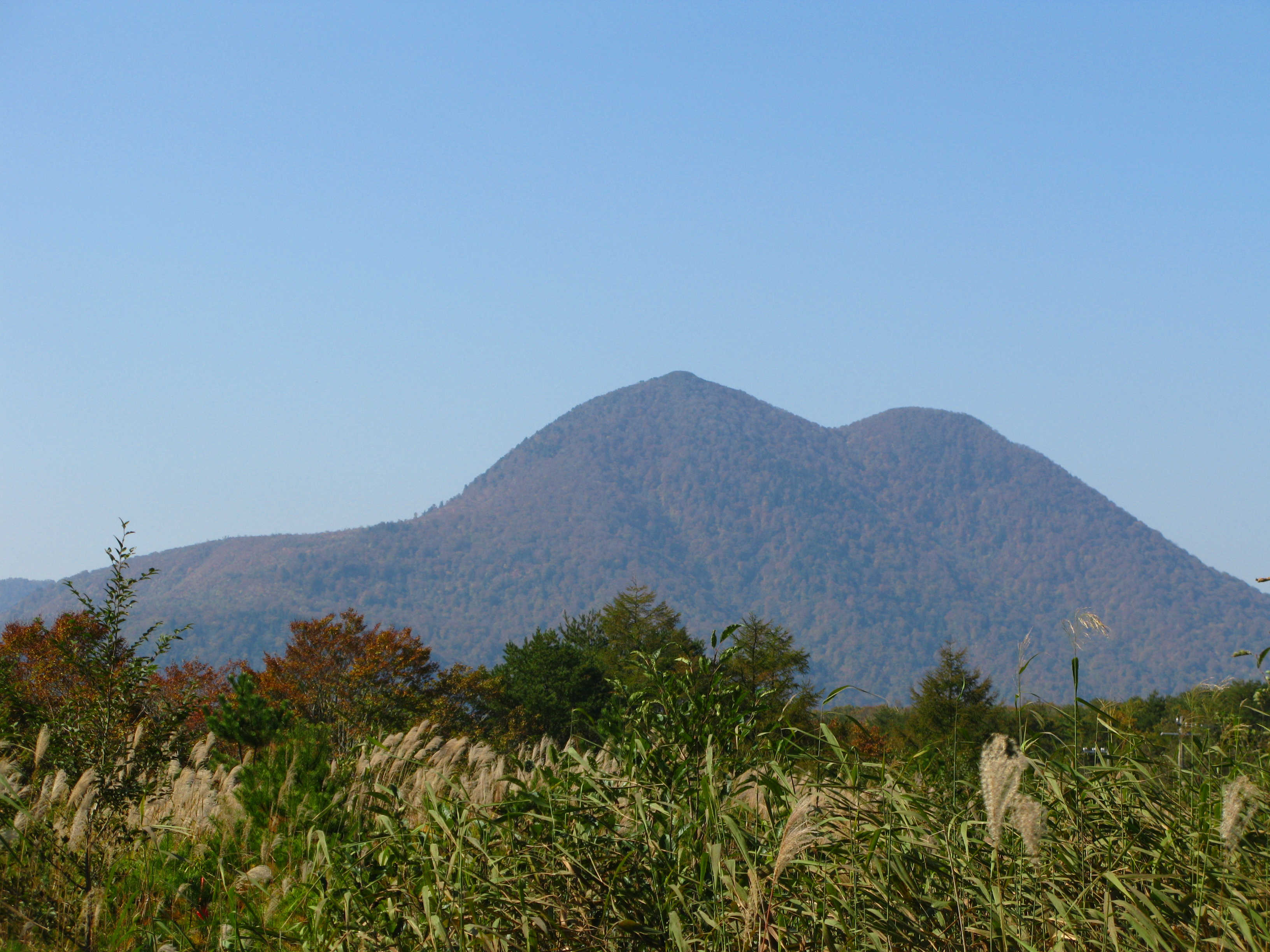
二岐山（福島県）

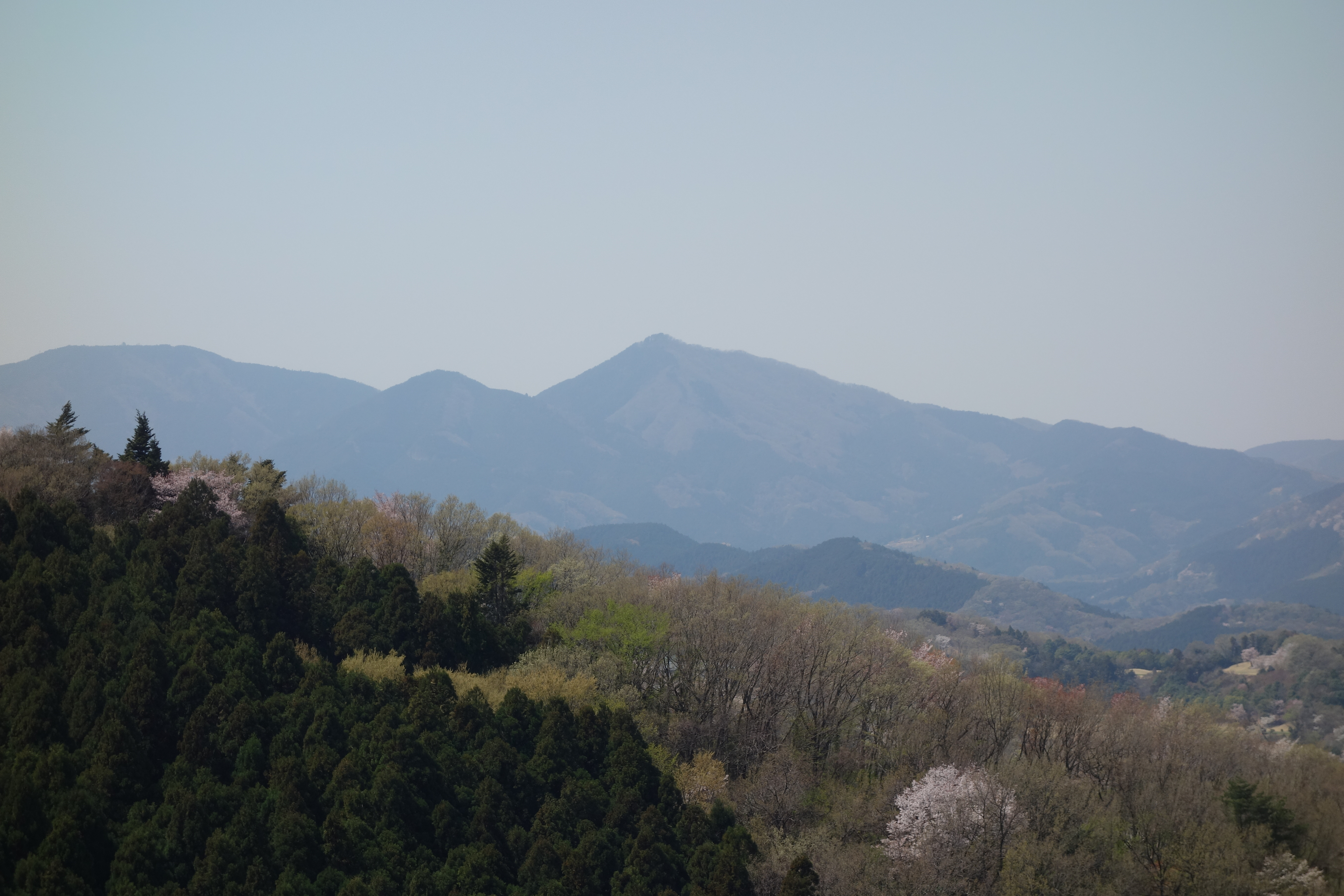
笠山（埼玉県）

- Sroh-Plom Mountain, "淑女の胸の山"（"Virtuous Woman's Breast Mountain"） - カンボジアのモンドルキリ州センモノロム地区（英語版）のセンモノロム（英語版）の近くに位置する[10]。

中国
- 乳山 - 中国の山東省威海市にある山。

中東
- Tell Sader al-Arus（英語版） ("花嫁の胸"のアラビア語) - ゴラン高原にある山。

フィリピン
- Bundok ng Susong Dalaga, "処女の胸の山"（"Maiden's Breast Mountain"） - 西ミンドロ州[11]。
- タガポ山（英語版） - タリム島（英語版）の最高峰である二つの円錐状の山。
- チョコレート山 - ボホール州にある千以上の特異な地質系統。夏に茶色になることから名づけられた旅行客に人気の目的地。
- Ilihan Hill, "潤んだ胸"（"Watery Breast"） - ボホール州のジャグナ地区（英語版）にあるおよそ4キロメートルの巡礼地。
- Kagmasuso - カタンドゥアネス州のサン・アンドレス（英語版）にある山の一つ[12]。

タイ
- Doi Phu Nom (ดอยภูนม),    - パヤオ県のPhi Pan Nam区域（英語版）の草原エリアにある山[13]。
- カオ・ノン（英語版） (英語: Khao Nom, タイ語: เขานม)  - ナコーンシータンマラート県の一地区のカオ・ノン（英語版）の古い名前の一つで周りを囲む山々に由来する[14]。
- Khao Nom Nang - カンチャナブリーのファイ・クラチャオにある山。 北緯14度18分00秒 東経99度43分00秒 / 北緯14.30000度 東経99.71667度
- Khao Nom Nang, (英語: Khao Nom Nang, タイ語: เขานมนา)  - カンチャナブリーパク・プレークの北にある山。 北緯14度05分00秒 東経99度34分00秒 / 北緯14.08333度 東経99.56667度
- カオ・ノン・ナン（英語版） - カンチャナブリーのノン・ペットとチョン・サダオの間にある山。 北緯14度21分02秒 東経99度12分53秒 / 北緯14.35056度 東経99.21472度
- Khao Nom Nang - ロッブリーのクオック・サメ・サーンにある孤立峰。 北緯15度19分00秒 東経100度51分00秒 / 北緯15.31667度 東経100.85000度
- Khao Nom Nang - ナコーンサワン県のカオ・カラにある大きな孤立峰。 北緯15度34分00秒 東経100度17分00秒 / 北緯15.56667度 東経100.28333度
- Khao Nom Nang - スパンブリーのドエ・バン・ナム・ブアット（Doeng Bang Nam Buat）の西にある二つの山の名前。 北緯14度51分00秒 東経100度04分00秒 / 北緯14.85000度 東経100.06667度
- カオ・ノン・サオ（英語版） (英語: Khao Nom Sao, タイ語: เขานมสาว, "女性の胸の山") - タイのラノーン県に位置する山。
- Khao Nom Sao - プラチュワップキーリーカン県のフエット・カセム（Phet Kasem）道の東にある丸まった山。 北緯10度59分00秒 東経99度22分00秒 / 北緯10.98333度 東経99.36667度
- Khao Nom Sao - チュムポーン県にある山。 北緯09度46分00秒 東経98度43分01秒 / 北緯9.76667度 東経98.71694度
- Khao Nom Sao - パンガー県にある山であり、大きな山脈の一部である。 北緯08度58分00秒 東経98度28分00秒 / 北緯8.96667度 東経98.46667度
- Khao Nom Wang (เขานมวังก),  - パッタルン県のカオ・パナム・ワン（Khao Phanom Wang）としても知られるクアン・カヌン地区（英語版）のパノム・ワンの中心道のちょうど東にある小さな山。 北緯07度40分58秒 東経100度01分01秒 / 北緯7.68278度 東経100.01694度
- コ・ノン・サオ（英語版） (英語: Ko Nom Sao, タイ語: เกาะนมสาว,  女性の胸の島) - タイのパンガー県のパンガー湾[15]にある二つの島。
- Ko Nom Sao - プラチュワップキーリーカン県のカオ・サームローイヨート海洋国立公園にある[16]。 北緯12度13分 東経100度01分 / 北緯12.217度 東経100.017度
- Ko Nom Sao - チャンタブリー県の沖合にある島[17][18]。 北緯12度28分 東経102度01分 / 北緯12.467度 東経102.017度

日本
- 西クマネシリ岳とピリベツ岳 - 北海道上士幌町。アイヌの伝承では神聖視されており、「オッパイ祭り」が毎年開かれている[19]。
- 二ツ森 (尾花沢市) - 山形県尾花沢市。俗称おっぱい山。荷鞍山とも。
- 乳頭山 - 秋田県。岩手県側の名称は烏帽子岳。
- 乳房山 - 東京都小笠原村。標高463m。母島の最高峰。
- 要害山 - 山梨県上野原市。
- 安達太良山 - 福島県。別名乳首山。
- 二岐山 - 福島県。俗称おっぱい山、乳房山。
- 分領山 - 和歌山県田辺市[20]。
- 笠山 - 埼玉県。別名乳房山。

## ヨーロッパ
イギリスとアイルランド

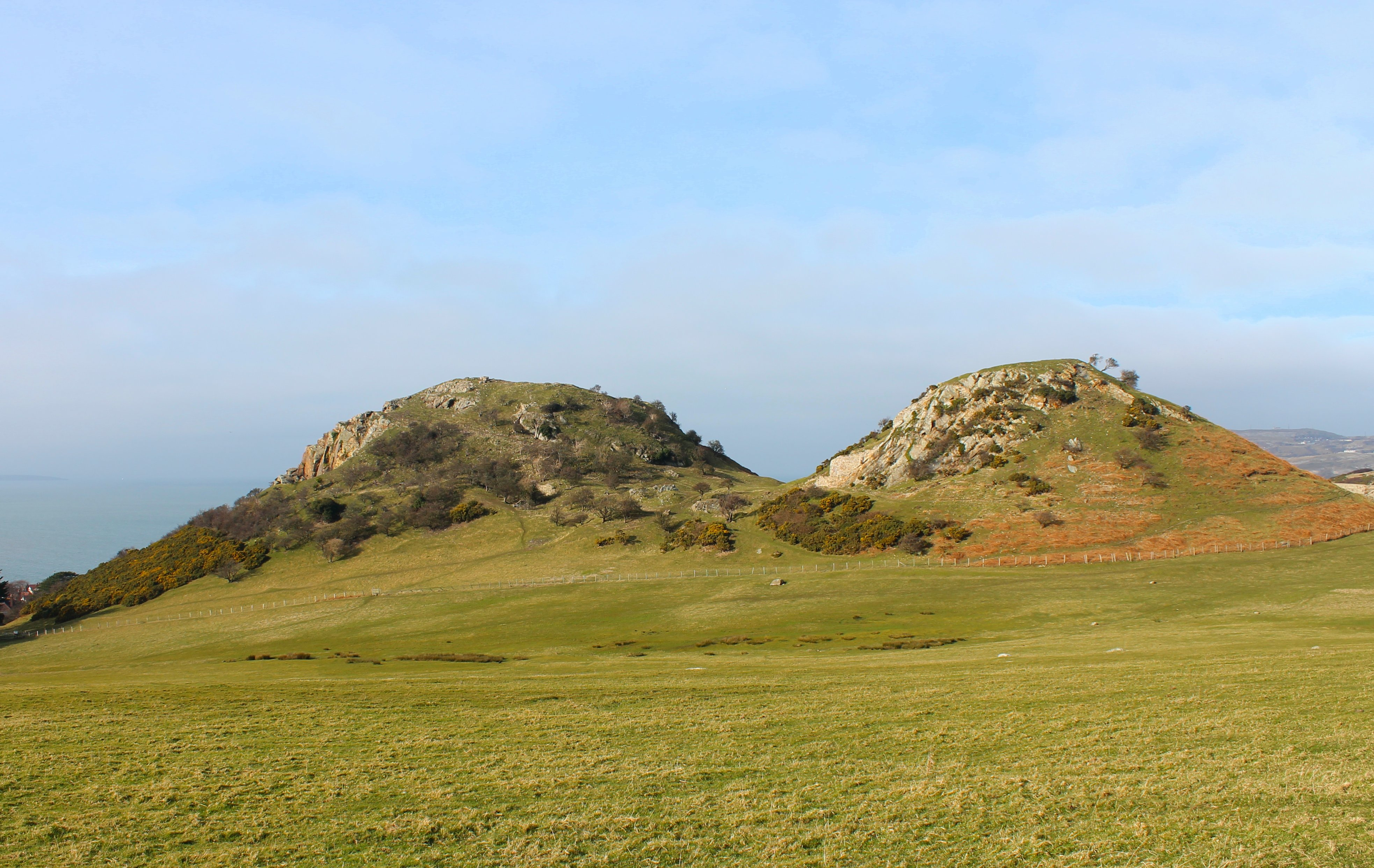
デガヌイ城 (Deganwy Castle)。

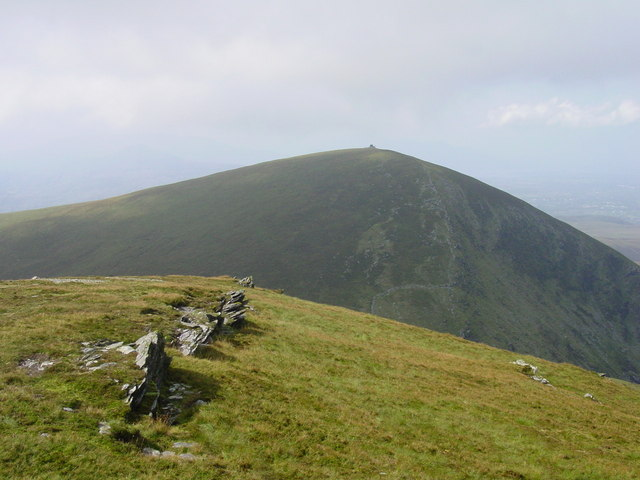
アヌの乳房。アイルランドの東側の Pap からの西側の Pap の眺望。

- マンブルズ（英語版）（Mumbles） - ウェールズのスウォンジーのGower半島の南端の角にある二つの島（うち一つには灯台が建っている）。
- Beinn Chìochan（英語版） - スコットランドのグランピアン山脈にある。
- ベナーキー（英語版）（Bennachie） - スコットランドのアバディーンシャー。
- Mam Barisdale - スコットランドのノイダート（英語版）。
- Mynydd Llanwenarth - ウェールズのアバガベニー（英語版）近郊。
- キーン山（英語版）（Mount Keen） - スコットランドのアンガスとアバディーンシャー。
- A' Chioch（英語版） - スコットランドのマル島のベン・モア。
- Mam Sodhail（英語版） - カイル・オブ・ロハルシュ（英語版）の約30キロメートル東のアフリック峡谷（英語版）の北端。
- Mam Tor（英語版） - イングランドのダービーシャーのピークディストリクト（英語版）国立公園にあるキャッスルトン（英語版）の近く[21]。
- シリー諸島のサムソン山（英語版）
- トゥムバルルム（英語版） - ウェールズのリスカ（英語版）の近く。
- ウィッテンハムの木立（英語版） - オックスフォードシャー。
- Paps（乳房）もしくはMaiden Paps（処女の乳房）とは、スコットランドにその多くがある、丸く乳房のような丘のことである。
  - アヌの乳房（英語版） - アイルランド、キラーニーの近く。
  - ファイフの乳房（英語版） - スコットランドのファイフ。
  - ジュラの乳房（英語版） - スコットランド、インナー・ヘブリディーズのジュラ島の西側。
  - ロージアンの乳房（英語版） - スコットランド。
  - 処女の乳房 (ケイスネス)（英語版） - スコットランド、ケイスネスにある二つの丘。
  - 処女の乳房（英語版） - スコットランド、キルパトリックの丘（英語版）にある二つの丘。
  - 処女の乳房 (ホーウィック)（英語版） - スコットランド、スコティッシュ・ボーダーズのホーウィック（英語版）の南にある二つの丘。
  - 処女の乳房（英語版） - イングランド、タイン・アンド・ウィアのシティ・オブ・サンダーランド近くのタンストールの丘の別名。
  - 処女の乳房（英語版） - スコットランド、パース・アンド・キンロスにあるシェハリオンの別名。
  - グレンコーの乳房（英語版） - ハイランド地方。

デンマーク

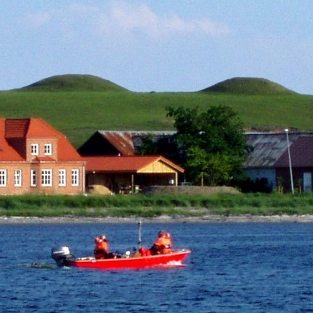
デンマークの Marens Patter (直訳すれば"Marenの胸")。

- Marens Patter (Marenの胸) - 青銅器時代から船乗りのランドマークとして機能している二つの丘の組。

ギリシャ
- アプロディーテーの胸 - ギリシャのミコノス島。

スペイン
- Tetica de Bacares もしくは "La Tetica" - スペインのロス・フィラブレス山脈（英語版）の最高峰で2,086メートル[22]。
- Tetas de Liérganes - カンタブリア州。
- Tetas de Viana - グアダラハラ県のラ・アルカリア（英語版）にある。
- Puig de Mamelles - マヨルカ島のファラニチュにある。
- Ses Mamelles - マヨルカ島、エスコルカ（英語版）にある714メートルの Puig des Castellot の別名。
- Turó de la Mamella（英語版） - カタルーニャ州、ヴァカリシズー（英語版）近くの山。
- Burrén and Burrena[23] - アラゴン州、フレスカノ（英語版）の近く。

## 北中米
カナダ

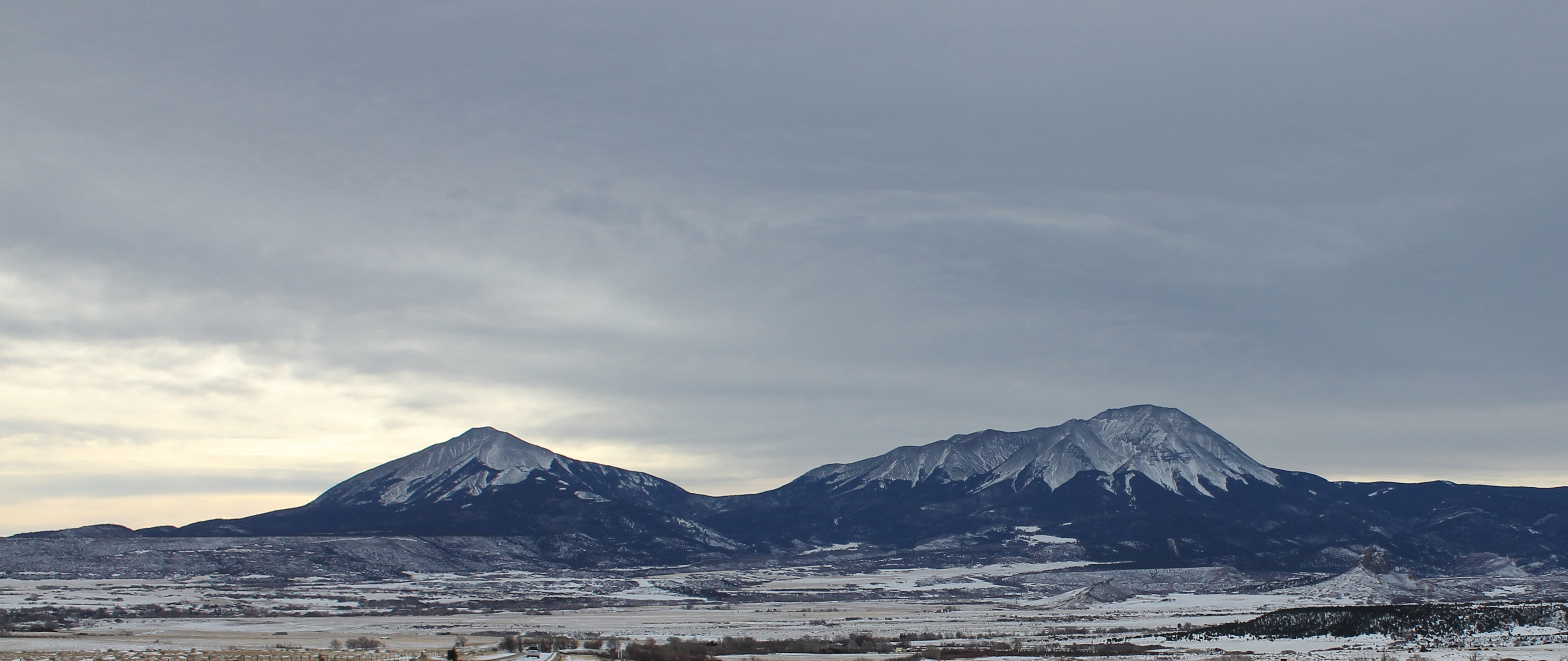
コロラド州のスパニッシュ・ピークス。

- スクオーの胸（英語版） - アルバータ州のカナディアン・ロッキーにある。

エルサルバドル
- サン・ビセンテ（英語版）（Chichontepec 、Nahuat（英語版）で"二つの乳房の山"の意味、としても知られる） - エルサルバドルの成層火山。

グアドループ
- Deux Mamelles - グアドループ。

メキシコ
- Tres Tetas Mountain もしくは El Chichión - メキシコのコスタ・グランデ地方（英語版）にある。

プエルトリコ
- セロ・ラス・テタス（英語版） - プエルトリコのサリナス（英語版）にある。
- Tetas de Cerro Gordo - サン・ジャーマン（英語版）にある。

アメリカ合衆国
- Bubble Mountains - メイン州のアーカディア国立公園にある[24]。
- ニップルトップ（英語版） - ニューヨーク州のアディロンダック高峰（英語版）にある。19世紀後半の間、現在は近郊の山の名前になっている"ダイアル山（英語版）"と婉曲的に改名されていた。
- パイロット山（英語版） - ノースカロライナのパイロット・マウンテン（英語版）にある。メイベリー110番においてパイロット山として度々言及されている。アンディは地元で"パイロット"（Pilot）と呼ばれている旅行に行くには素晴らしい場所について話している。
- ピナクル山（英語版） - アーカンソー州のマウメル（英語版）の近く。植民地時代とアメリカ初期の間、この山は"マウメル"（Mamelle）山として知られていた。"マウメル"はフランス語圏では一般的におっぱいを意味する名前である[25]。
- ロック・メリー（英語版） - オクラホマ州のカドー郡。
- スパニッシュ・ピークス（英語版） - コロラド州。ユトインディアンからは"二つのおっぱい"を意味する Huajatolla と名付けられていた[26]。
- Tetilla Peak - ニューメキシコ州のCaja del Rio（英語版）。"Tetilla" はスペイン語で "乳首" である。
- ティトン山脈（英語版） - フレンチカナディアンの猟師により1820年ごろに大ティトン山脈（The Grand Teton Mountains）として名付けられた。北方から見える特徴的な山々は Les Trois Tetons （三つのおっぱい）である[27]。
  - グランド・ティトン
  - ミドル・ティトン（英語版）
  - サウス・ティトン（英語版）
- ツインピークス - スペイン人のコンキスタドールと入植者が18世紀初頭に到着した時、彼らはこの領域を"Los Pechos de la Chola" もしくは "Breasts of the Indian Maiden" （インディアンの処女の乳房）と呼び、この領域での牧場経営に従事した[28]。サンフランシスコがアメリカ合衆国の施政下に入った19世紀の間に、この山はツインピークスと改名された。
- Maggie's Peaks - カリフォルニア州、タホ湖のちょうど西。
- アンカヌーナック山地（英語版）（Uncanoonuc Mountains） - ゴフズタウン (ニューハンプシャー州)。ネイティブ・アメリカンの言葉で女性の乳房を意味する[29]。
- モリーの乳首（英語版）（Mollie's Nipple もしくは Molly's Nipple） - ユタ州にある七つ以上の峰と地質学的特徴について名付けられた名前。
- Squawteat Peak - ペコス郡のベーカーズフィールド（英語版）の西に位置する[30]。

## オセアニア
オーストラリア

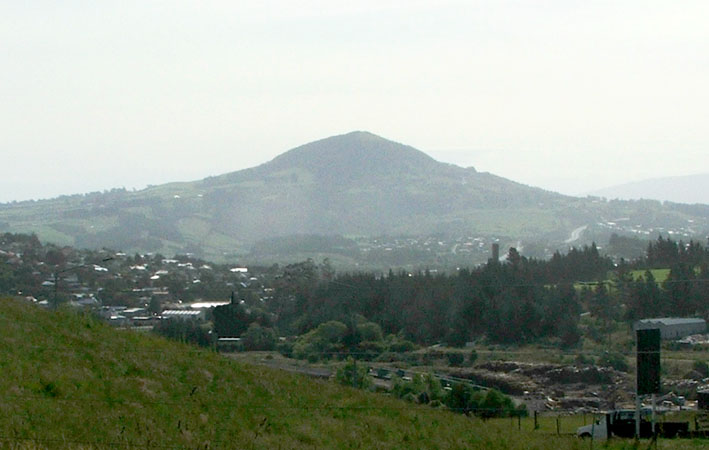
ニュージーランド、ダニーデンのルックアウト・ポイントから見たサドル・ヒル。

- Pigeon House Mountain（英語版） - オーストラリアのニューサウスウェールズ州にある。

ニュージーランド
- サドル・ヒル（英語版） - ニュージーランドのダニーデンにある。

## 南米
アルゼンチン
- Cerro Tres Tetas - アルゼンチンにある[31]。

ボリビア
- Cerro Tres Tetas - ボリビアのポトシにある。

チリ
- Cerro de Las Tetas - チリにある。

コロンビア

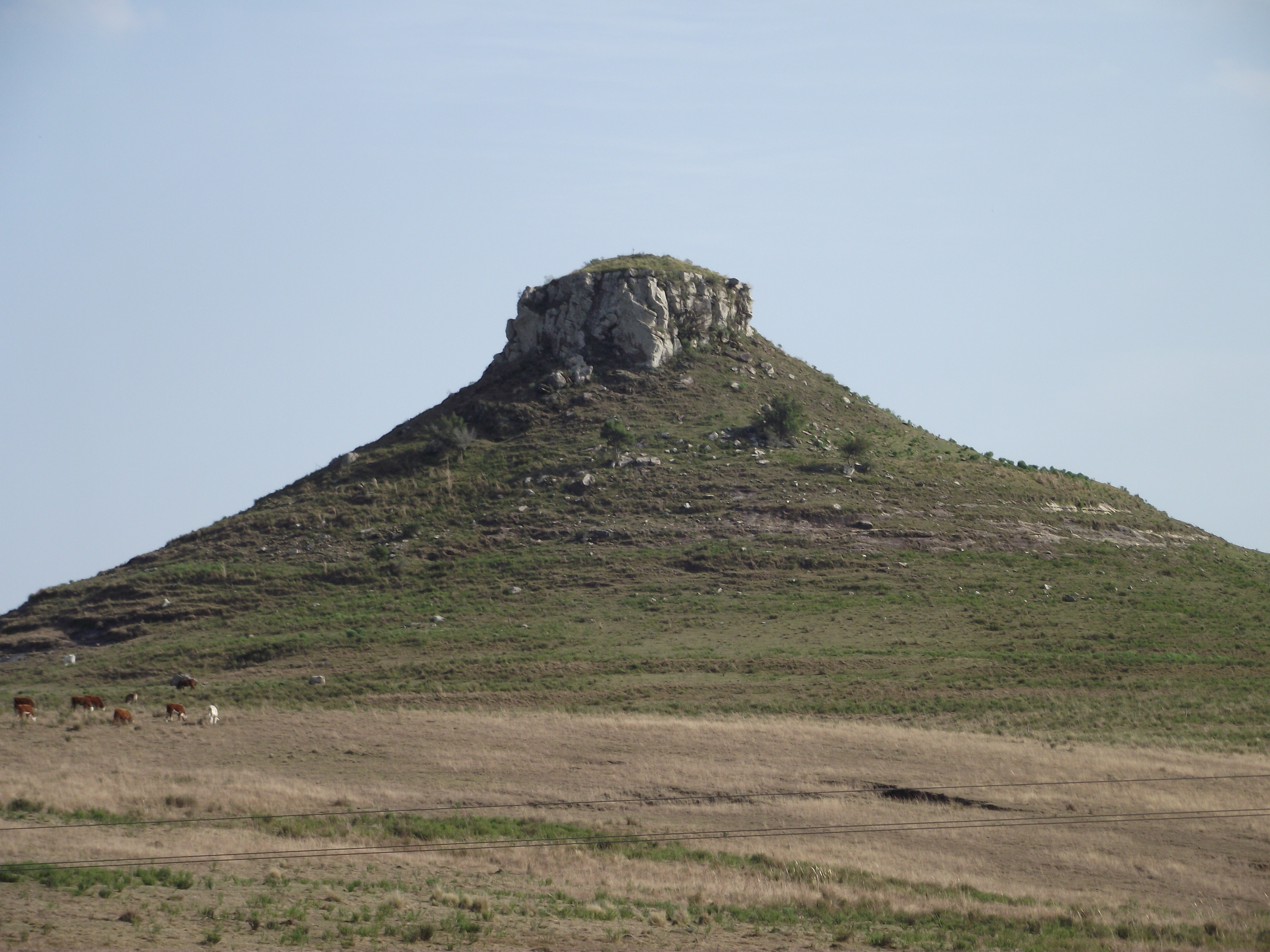
ウルグアイ、タクアレンボーのセロ・バトビ。

- Cerro La Teta - コロンビアのラ・グアヒーラ県にある。
- Cerro de Las Tetas - コロンビアのラ・グアヒーラ県のペリジャー山脈（英語版）にある。

キューバ
- Tetas de Santa Teresa - キューバのバラコアにある。

仏領ギアナ
- Les Mamelles Islets - 仏領ギアナにある。

ペルー
- Cerro Tetas - ペルーのチクラーヨ郡（英語版）にある。

ウルグアイ
- ウルグアイのセロ・バトビ（英語版） - バトビ（Batoví）はグアラニー語で処女の乳房 を意味する[32]。

ベネズエラ
- マリア・ゲバラの乳房（英語版） - ベネズエラのマルガリータ島にある。
- Teta de Niquitao - ベネズエラのトルヒージョ州にある[33]。
- Cerro de Las Tetas - ベネズエラ、コヘデス州のティナキリョ（英語版）にある。
- Cerro las Tres Tetas - ベネズエラのバルキシメトにある。

## フィクション
- 小説ソロモン王の洞窟（英語版）において、Shebaの乳房（Sheba's Breasts）というアフリカの山の組が登場する。
- The Teats と The Paps はジョージ・R・R・マーティンの氷と炎の歌に登場する丘の組である。

## ギャラリー

二つの黄金のおっぱい形の山（Mamelons）をあしらったかつてのコミューンであるLa Colle-Saint-Michel（フランス語版）の紋章。
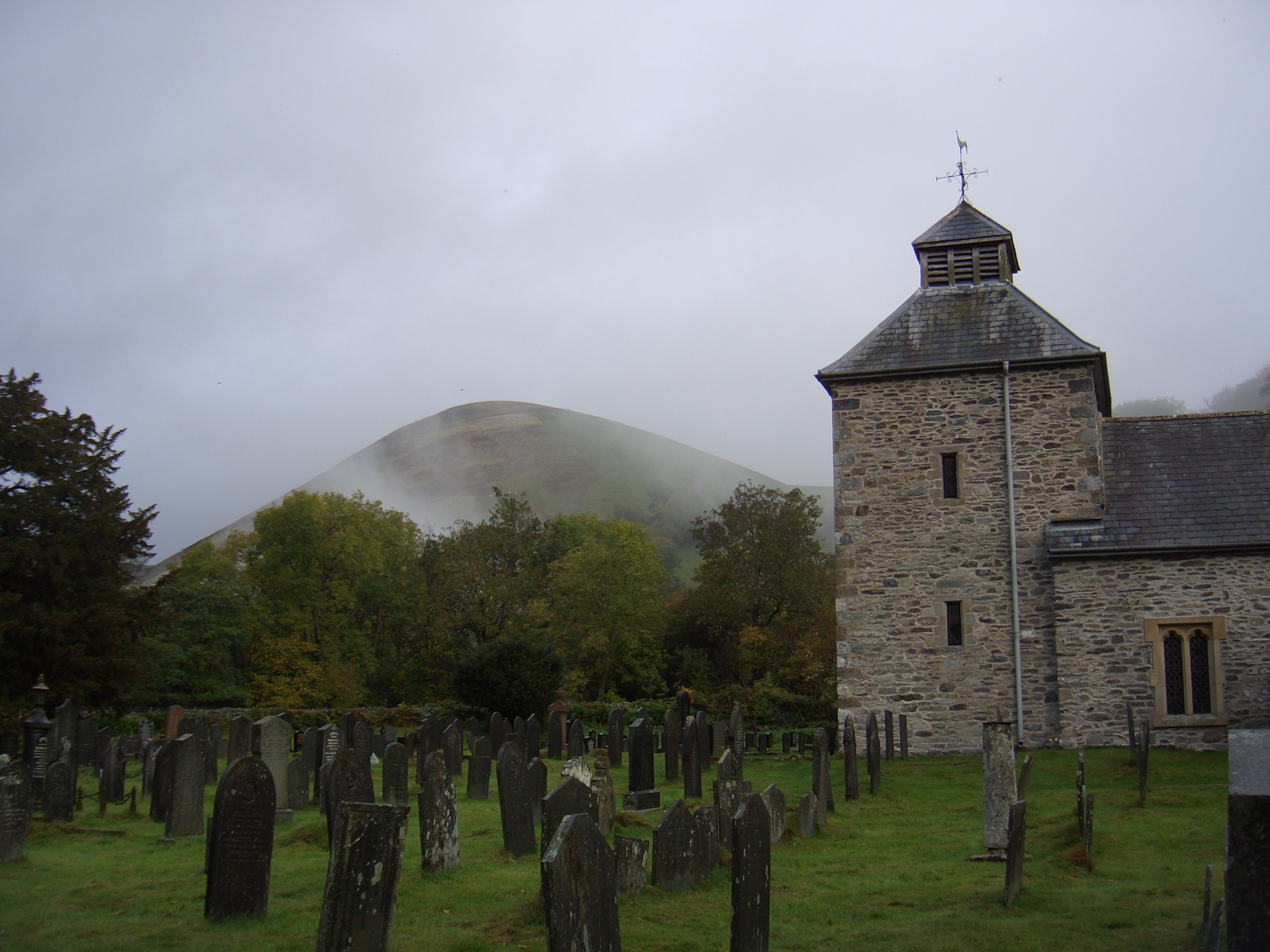
背景におっぱい形の山が写っているペナント・メランゲール（英語版）にある教会塔（英語版）。
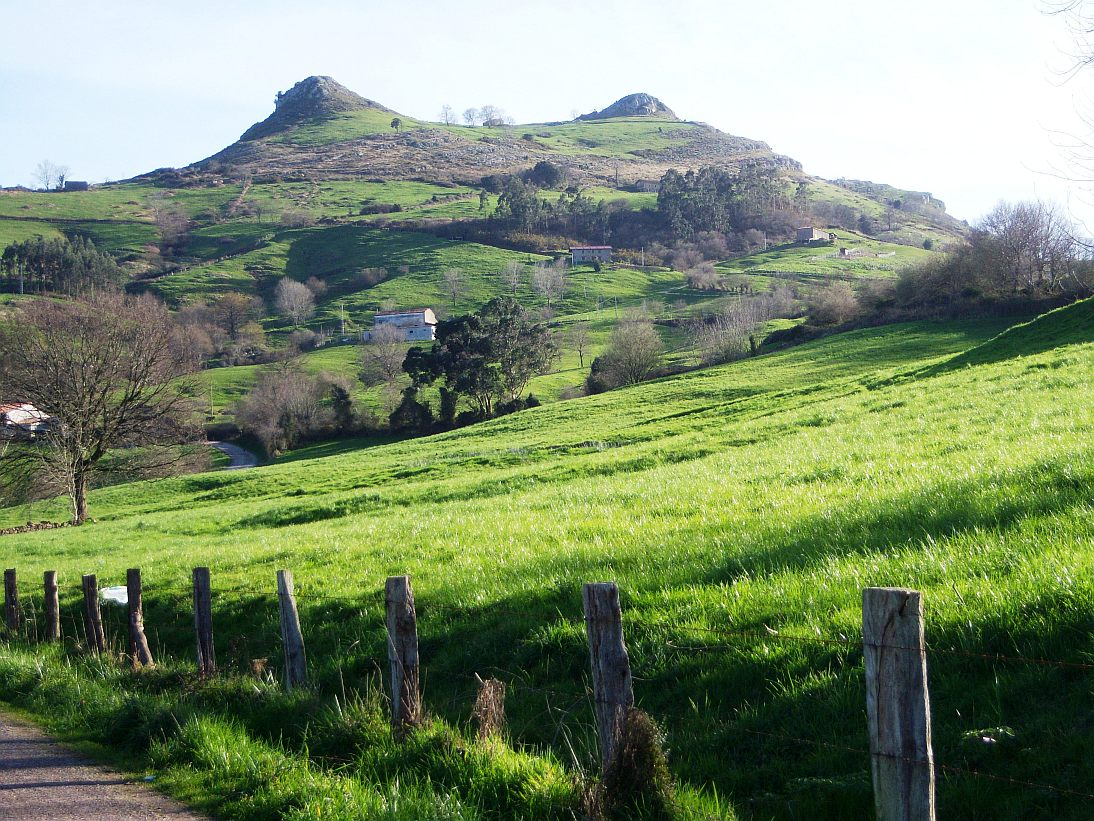
スペイン、カンタブリアのLas Tetas de Lierganes。
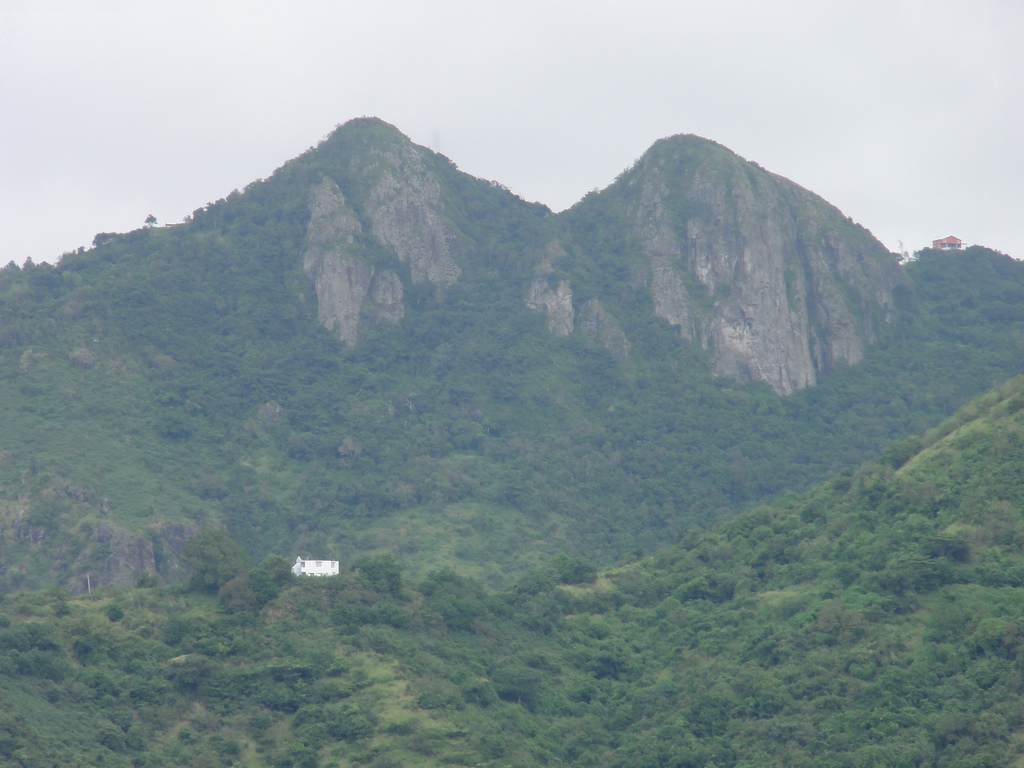
プエルトリコ、サリナスのセロ・ラス・テタス（英語版）。49キロメートル離れたPR-52北境界エリアより撮影。

## 関連項目

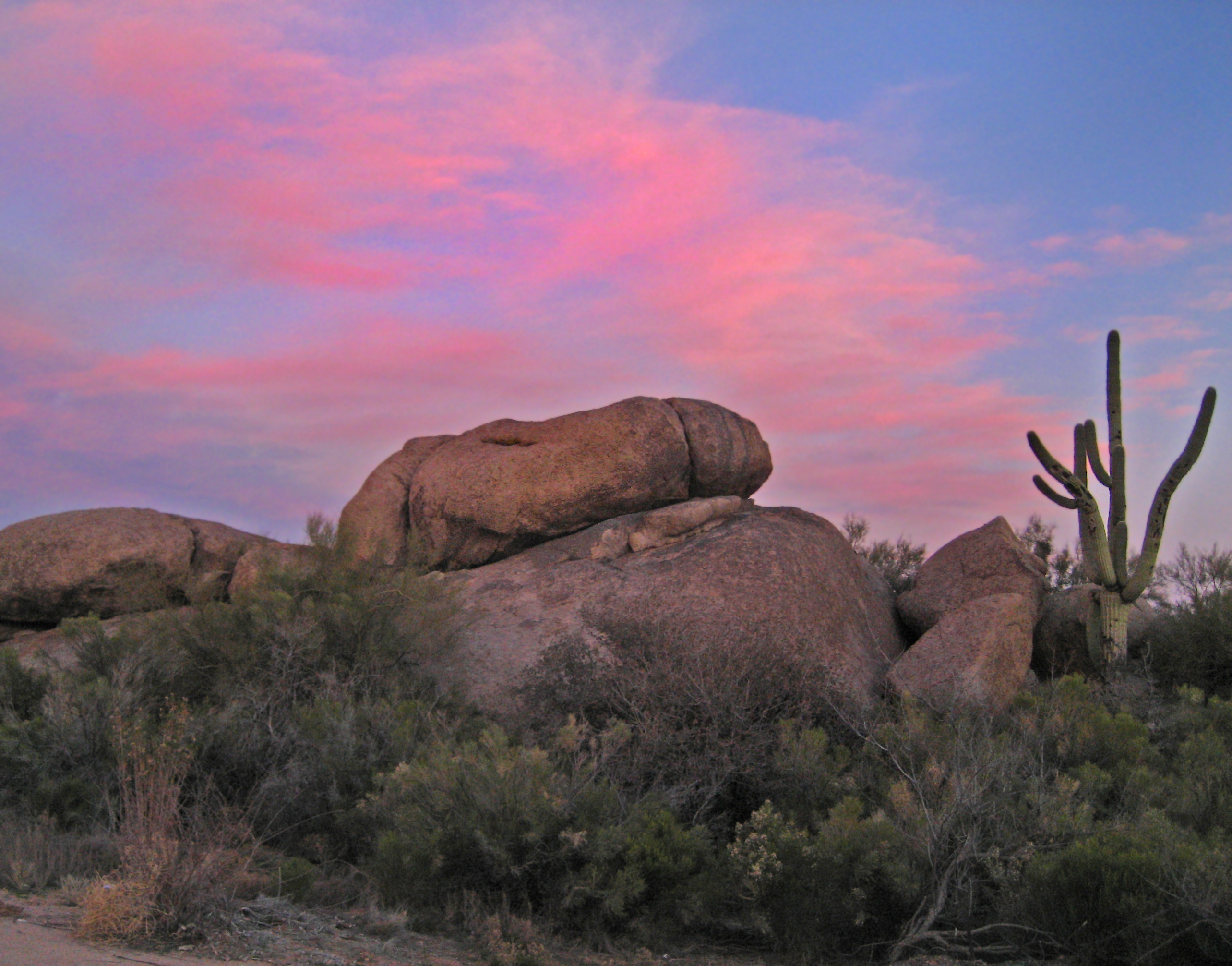
ファリックロック